# دی ریور
دی ریور (انگلیسی: The River) ساختمان اداری ۷۴ طبقه مستقر در شهر بانکوک، تایلند است، که در سال ۲۰۱۲ احداث گردید.